# Leptopentacta
Leptopentacta is een geslacht van zeekomkommers uit de familie Cucumariidae. De wetenschappelijke naam van het geslacht werd in 1938 voorgesteld door Hubert Lyman Clark.

## Soorten
- Leptopentacta bacilliformis (Koehler & Vaney, 1908)
- Leptopentacta cucumis (Risso, 1826)
- Leptopentacta dyakonovi Baranova & Savel'eva, 1972
- Leptopentacta elongata (Düben & Koren, 1846)
- Leptopentacta grisea Clark, 1938
- Leptopentacta imbricata (Semper, 1867)
- Leptopentacta nina Deichmann, 1941
- Leptopentacta nova Deichmann, 1941
- Leptopentacta panamica Deichmann, 1941
- Leptopentacta punctabipedia Cherbonnier, 1961
- Leptopentacta tergestina (Sars, 1857)

Voorheen in Trachythyone auct. non Studer, 1876
- Leptopentacta bouvetensis (Ludwig & Heding, 1935)
- Leptopentacta corbicula (Cherbonnier, 1964)
- Leptopentacta cynthiae (O'Loughlin, 2009)
- Leptopentacta fallax (Cherbonnier, 1958)
- Leptopentacta improvisa (Ludwig, 1875)
- Leptopentacta mackenzieae (O'Loughlin, 2009)
- Leptopentacta nelladana (O'Hara, 1999)
- Leptopentacta parva (Ludwig, 1875)
- Leptopentacta rigidapeda (Cherbonnier, 1952)